# نبرد گذرگاه کونلون
نبرد گذرگاه کونلون (انگلیسی: Battle of Kunlun Pass) Zhànyì) یک سری درگیری‌ها بین ارتش امپراتوری ژاپن و نیروهای چینی اطراف گذرگاه کونلون بود که موقعیت کلیدی استراتژیک در استان گوانگشی داشت. نیروهای ژاپنی قصد داشتند خطوط تأمین تجهیزات چین را که به هندوچین فرانسه متصل بود قطع کنند، اما نیروهای چینی موفق به مقابله با حملات شدند.